# Alzamora Club de Futbol
L'Alzamora Club de Futbol és un club de futbol català de la ciutat de Barcelona, al barri de Porta (Nou Barris).
Fou fundat 19 de març de 1948 per un grup d'amics del barri de Porta, actualment al districte de Nou Barris, en aquella data de Sant Andreu de Palomar. En fou el primer president Antonio Boix. El primer camp del club va estar situat al carrer La Selva, que avui ocupa el Damm CF.
El club s'afilià a la federació d'Educación y descanso on jugaven principalment clubs d'empreses. El terreny de joc del club fou adquirit per l'empresa del Doctor Andreu. Aquesta empresa creà un club anomenat AEDA (Agrupación d'Empleados del Doctor Andreu) i el club hi ingressà adoptant aquest nom. Alguns anys més tard el club jugà la final del Campionat de Catalunya d'Empreses on guanyà l'empresa Sant Josep de Terrassa per 3 a 1.
Posteriorment, Ramon Guillén es feu càrrec del club i el va inscriure a la Federació Catalana de Futbol. Al club li cediren un terrens que eren ocupats per la RENFE on es construí l'actual camp de futbol. Aquest camp es convertí en el Camp Municipal de Porta, situat a la zona del Complex Esportiu de Can Dragó.